# گلن استراتلان
گلن آستراتلان (به انگلیسی: Glen Strathallan) یک کشتی بود که طول آن ۱۳۹ فوت ۲ اینچ (۴۲٫۴۲ متر) بود. این کشتی در سال ۱۹۲۸ ساخته شد.